# Šnorchl

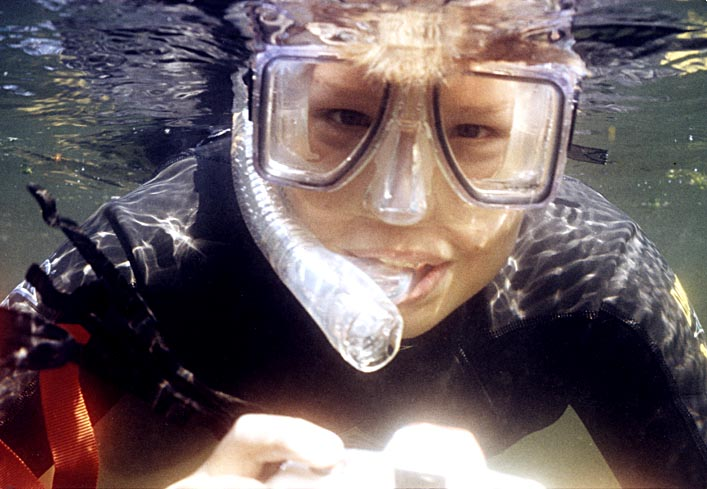
Potápěč se šnorchlem

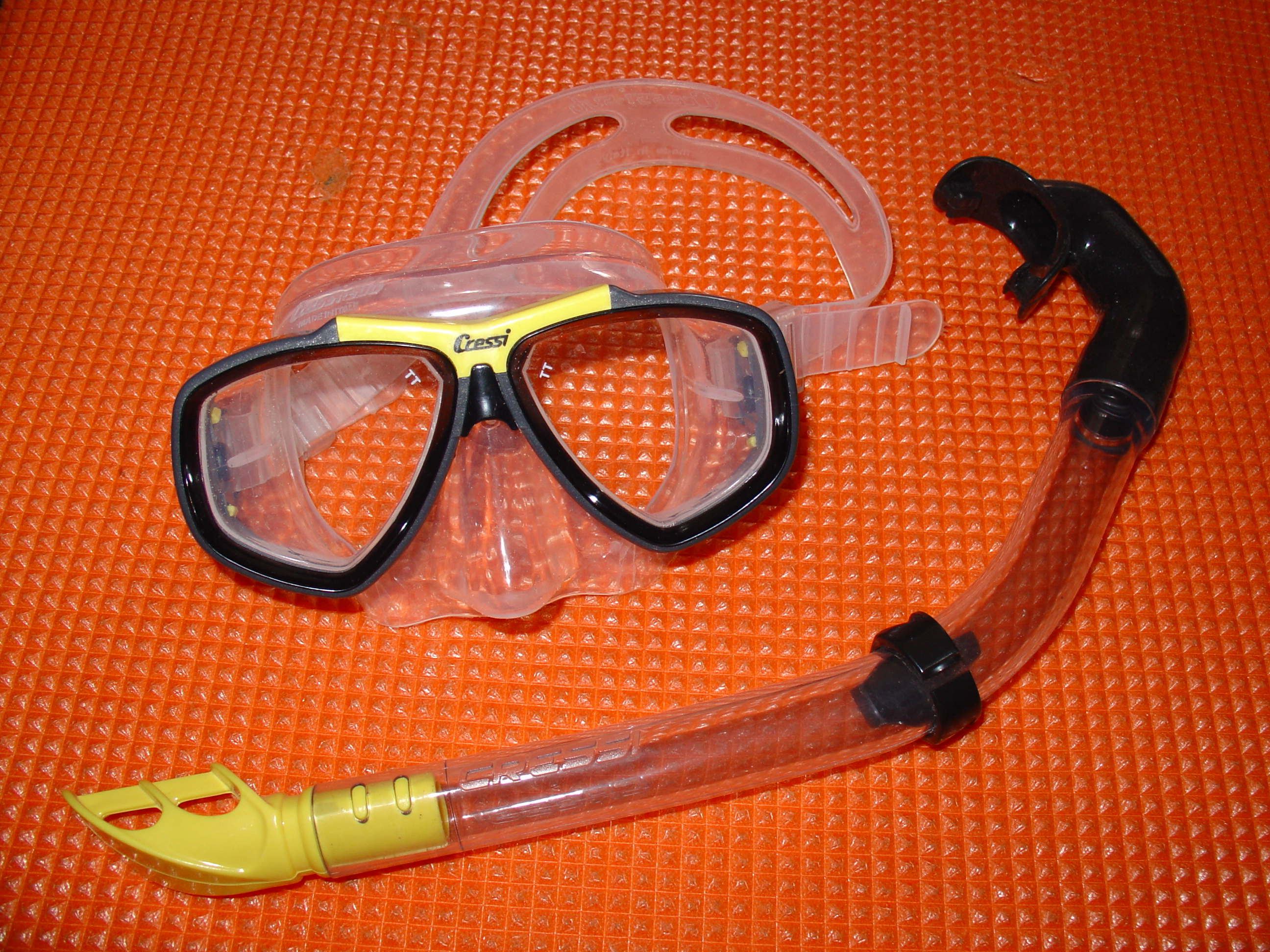
Šnorchl tvarově přizpůsobený hlavě potápěče (na snímku společně s maskou)

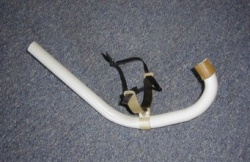
Čelní šnorchl pro ploutvové plavání

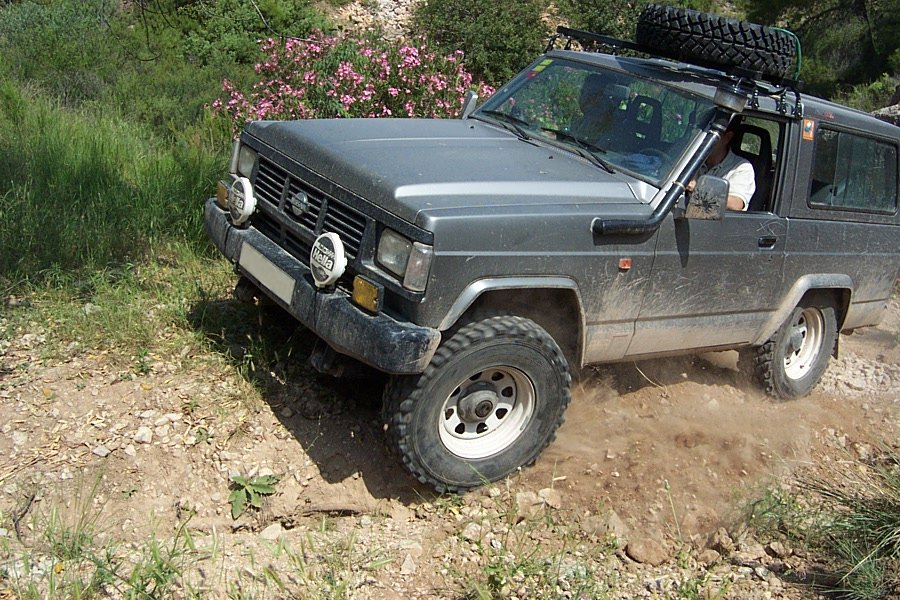
Terénní automobil vybavený nasávací trubicí (šnorchlem) pro průjezd vodními toky

Šnorchl, také dýchací trubice je součást potápěčského vybavení a patří do takzvaného ABC (šnorchl, maska, ploutve). Šnorchl umožňuje při plavání na hladině držet hlavu pod vodou a přitom normálně dýchat.

## Popis
Šnorchl je sestaven z náustku z měkké gumy nebo silikonu a z dýchací plastové trubice s vnitřním průměrem přibližně 2 cm, délkou maximálně 40 cm. Náustek je bočním vývodem nebo ohebnou hadicí spojen s dýchací trubicí. U moderních šnorchlů už trubky nejsou rovné, ale mírně prohnuté a kopírují tak tvar hlavy. Délka trubice 40 cm nesmí být překročena, jinak je zde nebezpečí zpětného vdechnutí už vydechnutého vzduchu. Objem vydechnutého vzduchu by byl menší, než objem dýchací trubice a vydechnutý vzduch by neopustil trubici. Dá se tomu zabránit použitím vhodného ventilu, díky kterému se vzduch vydechuje přímo do vody a trubicí se pouze vdechuje čerstvý vzduch. Dalším důvodem proti použití delších trubic je tlak vody, která svírá hrudní koš a brání tak nadechnutí potápěče. V hloubkách větších než 112 cm již vdech není vůbec možný, neboť hrudník je vodou stlačen do pozice usilovného výdechu (v hloubkách až do 70 m je proto třeba použít k dýchání potápěcí přístroje, které automaticky nastavují tlak vdechovaného vzduchu na hodnotu tlaku v okolní vodě).

## Varianty
Některé typy šnorchlů jsou vybaveny ventily: na spodním konci ventil pro odstranění shromážděné vody, na horním konci pro zabránění vniknutí vody při potopení. U šnorchlů bez spodního ventilu se voda ze šnorchlu vyfukuje nad hladinou. Šnorchl může mít úchytky pro připevnění k masce nebo může být zastrčený pod páskem masky. Šnorchly, které jsou přímo součástí masky a byly dříve dostupné, jsou v současnosti z bezpečnostních důvodů zakázané. Šnorchl se používá při přístrojovém potápění jako určitý druh rezervy. Potápěč šetří při použití šnorchlu na hladině zásobu tlakového vzduchu. Při případném výpadku dýchacího přístroje může pohodlně plavat na hladině.

## Další využití šnorchlu
- Při ploutvovém plavání se používá tvar šnorchlu, který je upevněn centrálně před obličejem, nikoli bočně
- Pro děti se vyrábějí šnorchly se zmenšeným objemem, aby se vyloučilo nebezpečí zpětného nádechu
- Jako šnorchl se označuje také potrubí pro nasávání vzduchu ke spalovacímu motoru ponorek, terénních automobilů nebo tanků